# Parasemia alba-matronalis
Parasemia alba-matronalis là một loài bướm đêm thuộc phân họ Arctiinae, họ Erebidae.